# Помельниково
Помельниково — деревня в Сокольском районе Вологодской области.
Входит в состав Боровецкого сельского поселения, с точки зрения административно-территориального деления — в Боровецкий сельсовет.
Расстояние по автодороге до районного центра Сокола — 7,5 км, до центра муниципального образования Обросова — 5,5 км.
По данным переписи в 2002 году постоянного населения не было.